# مراد غربی
مراد غربی (انگلیسی: Mourad Gharbi؛ زادهٔ ۲۱ ژانویهٔ ۱۹۶۶) بازیکن فوتبال اهل تونس بود.
وی همچنین در تیم ملی فوتبال تونس بازی کرده‌است.